# Танасиевич, Страхиня
Страхиня Танасиевич (серб. Страхиња Танасијевић; род. 12 июня 1997 года, Младеновац, СР Югославия) — сербский футболист, защитник американского клуба «Нью-Йорк Сити».

## Клубная карьера
Уроженец Младеноваца, футболом начал заниматься в академии местного клуба. В 11-летнем возрасте перешёл в академию клуба «Рад». В 2013 году подписал первый юношеский контракт, который продлил в 2015 году. В сезоне 2015/16 в составе юношеской команды принимал участие в розыгрыше Юношеской лиги УЕФА. Кроме того, попадал в заявку первой команды, но не дебютировал. Летом 2016 года, став совершеннолетним и выйдя из юношеского состава, Танасиевич был отдан в аренду в аффилированный клуб «Жарково», за который провёл 8 матчей в Сербской лиге Белград. Летом 2017 года, по возвращении в «Рад», подписал свой первый профессиональный контракт и был приглашён Горданом Петричем на тренировочные сборы. Вскоре после этого Танасиевич отправился в аренду в команду Сербской лиги Запад «Шумадия Аранджеловац», но после того, как пропустил первые матчи, сделка была расторгнута, и защитник вернулся в «Рад» в последние дни летнего трансферного окна. Окончательно стал игроком основной команды в октябре 2017 года благодаря Сладану Николичу. Дебютировал 21 октября в матче против «Вождоваца», выйдя в стартовом составе. За свой вклад в «сухую» домашнюю победу над «Напредаком» 4 ноября был включён в символическую сборную тура.
31 января 2018 года перешёл в итальянский «Кьево» на правах аренды до конца сезона с правом выкупа. 14 июня подписал с клубом трёхлетний контракт; сумма трансфера составила 300 тысяч евро. Единственный матч в Серии А провёл 4 ноября, заменив в игре с «Сассуоло» на 71-й минуте Джоэла Оби. На 85-й минуте получил жёлтую карточку, а ещё через три минуты вторую и покинул поле. 19 июня 2019 года на правах годичной аренды перешёл в клуб «Париж». Единственный матч за клуб провёл 30 октября против «Нанта» в рамках Кубка Франции. В начале 2020 года вернулся в «Рад» на правах аренды до конца сезона. В матче против «Раднички Ниш» сломал ногу, из-за чего выбыл на длительное время.
Зимой 2021 года покинул «Кьево», в феврале подписал контракт с «Чукаричками». Дебютировал 16 февраля в матче против своей предыдущей команды, заменив на 84-й минуте Николы Чирковича. Первый гол за клуб и в карьере забил 2 апреля в ворота «Спартака» из Суботицы.
В сентябре 2022 года перешёл в «Младост» из Нови-Сада, подписав контракт до конца сезона. Дебютировал 2 октября в матче против «Црвены звезды», выйдя в старте. После вылета «Младости» перешёл в «Спартак Суботицу». Дебютировал 29 июля в игре с ИМТ, выйдя в стартовом составе и отдав передачу на победный гол Срджана Хрстича.
4 февраля 2024 года перешёл в «Нью-Йорк Сити», подписав контракт до конца сезона с опцией продления на два года. Дебютировал 24 марта в игре с «Цинциннати».

## Карьера в сборной
В 2015 году получил вызов в юношескую сборную, но не дебютировал.